# Al-Baghouz Fouqani
Al-Baghouz Fouqani (en arabe : الباغوز فوقاني) est une ville de Syrie située dans le district d'Abou Kamal (Deir ez-Zor). Selon le Central Bureau of Statistics (Syria) (CBS), Al-Baghouz Fouqani avait une population de 10 649 habitants lors du recensement de 2004.

## Histoire

### Guerre civile syrienne
Au cours de la guerre civile syrienne, la région de Baghouz (y compris la ville voisine d'Al-Baghouz at-Tahtani) passe sous le contrôle de l'organisation terroriste État Islamique (EI),. Au cours d'une offensive, la ville passe des mains de l'EI à celles des Forces démocratiques syriennes (FDS) le 23 janvier 2019, laissant l'EI complètement assiégé dans la ville d'Al-Marashidah au nord,. Cependant, le lendemain, l'EI lance une série d'attentats-suicides visant à briser le siège, ce qui lui a permis de reprendre une partie de la ville d'Al-Fouqani avec la banlieue de la ville ciblée par des frappes aériennes de la coalition internationale. 

### Libération de la ville

plan d'attaque et de libération de la ville durant la bataille de Baghouz (2019)

Le 7 février 2019, les FDS prennent le contrôle  d'Al-Marashidah et d'autres zones proches des positions de l'EI, l'assiégeant complètement dans la ville d'Al-Baghouz Fouqani, dernier territoire sous le contrôle de l' organisation État islamique au Levant,.
Le 9 février 2019, les forces démocratiques syriennes, soutenues par la Coalition CJTF-OIR, lancent un ultime assaut pour prendre Baghouz Fouqani et effacer le dernier bastion du territoire physique détenu par l'État islamique. La bataille est interrompue pour permettre l'évacuation de plusieurs milliers de civils du réduit, puis reprend début mars. Le réduit est pris en totalité par les FDS le 23 mars.
Une soixantaine de civils sont tués le 18 mars 2019 dans un bombardement américain. L'existence de ce massacre sera révélé fin 2021 par une enquête du New York Times.